# Ibsen Castro
Ibsen Adalberto Castro Avelar (Quezaltepeque, 24 ottobre 1988) è un calciatore salvadoregno, difensore del FAS e della nazionale salvadoregna.

## Biografia
Ibsen Castro nasce il 24 ottobre del 1988 a Quezaltepeque, una piccola municipalità del dipartimento di La Libertad, in El Salvador, a 15 km dalla capitale, San Salvador.

## Carriera

### Club

#### Atlético Marte
Ha iniziato la sua carriera presso le giovanili della capitale, Atlético Marte. Ha fatto il suo debutto nel 2011 e ha collezionato 72 presenze, segnando 6 gol in due anni.

#### Alacranes del Norte (Nejapa)
Nel 2009 si è trasferito all'Alacranes, poi prosciolo dopo essere arrivati decimi in classifica e retrocessi in Segunda División.

#### Águila
Nel giugno 2014, Castro ha firmato con l'Águila, debuttando il 3 agosto nella partita vinta per 3-0 contro l'Alianza. Ha segnato il suo primo gol nella partita persa per 1-2 contro il Santa Tecla, all'Estadio Las Delicias il 17 agosto 2014.
Con l'Águila ha disputato le finali dell'Apertura 2014, sconfitti ai calci di rigore dall'Isidro Metapán il 21 dicembre e del Clausura 2016, risultati poi sconfitti dal Dragón per 0-1.

#### Sonsonate
Nel 2017 si è trasferito al Sonsonate per il campionato salvadoregno Apertura 2017, segnando il suo primo gol nel club nella partita pareggiata 1-1 contro l'ex squadra Águila nell'Estadio Cuscatlán, nel luglio 2017.

#### FAS
Nel 2018 si trasferisce al FAS per il campionato Apertura 2018. Ottiene la sua prima presenza nella coppa CONCACAF League il 1º agosto 2018 nella partita vinta per 2-1 contro il Municipal Pérez Zeledón all'Estadio Cuscatlán di San Salvador.
Ha segnato un gol cruciale in una vittoria per 1-0 contro l'ex club Sonsonate nell'Estadio Óscar Quiteño nell'ottobre 2018.
Con il FAS ha raggiunto le semifinali dell'Apertura 2018.
Nel 2020 Castro rinnova il suo contratto per altre due stagioni, sotto la guida del tecnico salvadoregno Jorge Rodríguez.

### Nazionale
Castro è stato convocato per la prima volta in nazionale nel 2014, disputando una partita amichevole contro la Repubblica Dominicana, vinta per 2-0.
La prima presenza in una competizione importante è avvenuta il 4 settembre 2014, quando giocò per 62' contro il Guatemala nella Coppa Centroamericana del 2014, uscendo poi sconfitti per 1-2.
Castro ha attualmente vinto sei delle sedici partite in cui ha giocato in nazionale.

## Statistiche

### Cronologia presenze e reti in nazionale
| Cronologia completa delle presenze e delle reti in nazionale ― El Salvador | Cronologia completa delle presenze e delle reti in nazionale ― El Salvador | Cronologia completa delle presenze e delle reti in nazionale ― El Salvador | Cronologia completa delle presenze e delle reti in nazionale ― El Salvador | Cronologia completa delle presenze e delle reti in nazionale ― El Salvador | Cronologia completa delle presenze e delle reti in nazionale ― El Salvador | Cronologia completa delle presenze e delle reti in nazionale ― El Salvador | Cronologia completa delle presenze e delle reti in nazionale ― El Salvador |
| Data                                                                       | Città                                                                      | In casa                                                                    | Risultato                                                                  | Ospiti                                                                     | Competizione                                                               | Reti                                                                       | Note                                                                       |
| -------------------------------------------------------------------------- | -------------------------------------------------------------------------- | -------------------------------------------------------------------------- | -------------------------------------------------------------------------- | -------------------------------------------------------------------------- | -------------------------------------------------------------------------- | -------------------------------------------------------------------------- | -------------------------------------------------------------------------- |
| 31-8-2014                                                                  | San Salvador                                                               | El Salvador                                                                | 2 – 0                                                                      | Rep. Dominicana                                                            | Amichevole                                                                 | -                                                                          |                                                                            |
| 4-9-2014                                                                   | Washington                                                                 | El Salvador                                                                | 1 – 2                                                                      | Guatemala                                                                  | Coppa centroamericana 2014                                                 | -                                                                          | 62’ 22’                                                                    |
| 8-9-2014                                                                   | Dallas                                                                     | Honduras                                                                   | 0 – 1                                                                      | El Salvador                                                                | Coppa centroamericana 2014                                                 | -                                                                          | 90’                                                                        |
| 11-10-2014                                                                 | Harrison                                                                   | Colombia                                                                   | 3 – 0                                                                      | El Salvador                                                                | Amichevole                                                                 | -                                                                          | 39’                                                                        |
| 15-10-2014                                                                 | Harrison                                                                   | El Salvador                                                                | 1 – 5                                                                      | Ecuador                                                                    | Amichevole                                                                 | -                                                                          | 64’                                                                        |
| 15-11-2014                                                                 | San Salvador                                                               | El Salvador                                                                | 1 – 3                                                                      | Panama                                                                     | Amichevole                                                                 | -                                                                          | 83’                                                                        |
| 19-11-2014                                                                 | Managua                                                                    | Nicaragua                                                                  | 0 – 2                                                                      | El Salvador                                                                | Amichevole                                                                 | -                                                                          |                                                                            |
| 14-10-2015                                                                 | Los Angeles                                                                | Guatemala                                                                  | 1 – 1 (4-2 dtr)                                                            | El Salvador                                                                | Amichevole                                                                 | 1                                                                          |                                                                            |
| 14-11-2015                                                                 | Città del Messico                                                          | Messico                                                                    | 3 – 0                                                                      | El Salvador                                                                | Qual. Mondiali 2018                                                        | -                                                                          | 78’                                                                        |
| 18-11-2015                                                                 | San Salvador                                                               | El Salvador                                                                | 0 – 0                                                                      | Canada                                                                     | Qual. Mondiali 2018                                                        | -                                                                          |                                                                            |
| 12-9-2018                                                                  | Washington                                                                 | Brasile                                                                    | 5 – 0                                                                      | El Salvador                                                                | Amichevole                                                                 | -                                                                          | 73’                                                                        |
| 13-10-2019                                                                 | Brades                                                                     | Montserrat                                                                 | 0 – 2                                                                      | El Salvador                                                                | CONCACAF Nations League 2019-2020                                          | -                                                                          | 83’                                                                        |
| 15-10-2019                                                                 | Gros Islet                                                                 | Saint Lucia                                                                | 0 – 2                                                                      | El Salvador                                                                | CONCACAF Nations League 2019-2020                                          | -                                                                          |                                                                            |
| 17-11-2019                                                                 | San Salvador                                                               | El Salvador                                                                | 1 – 0                                                                      | Montserrat                                                                 | CONCACAF Nations League 2019-2020                                          | -                                                                          |                                                                            |
| 20-01-2020                                                                 | Carson                                                                     | El Salvador                                                                | 0 – 1                                                                      | Islanda                                                                    | Amichevole                                                                 | -                                                                          |                                                                            |
| 29-3-2021                                                                  | Willemstad                                                                 | Montserrat                                                                 | 1 – 1                                                                      | El Salvador                                                                | Qual. Mondiali 2022                                                        | -                                                                          | 52’                                                                        |
| Totale                                                                     |                                                                            | Presenze (67º posto)                                                       | 16                                                                         |                                                                            | Reti (125º posto)                                                          | 1                                                                          |                                                                            |